# 케이프배런기러기

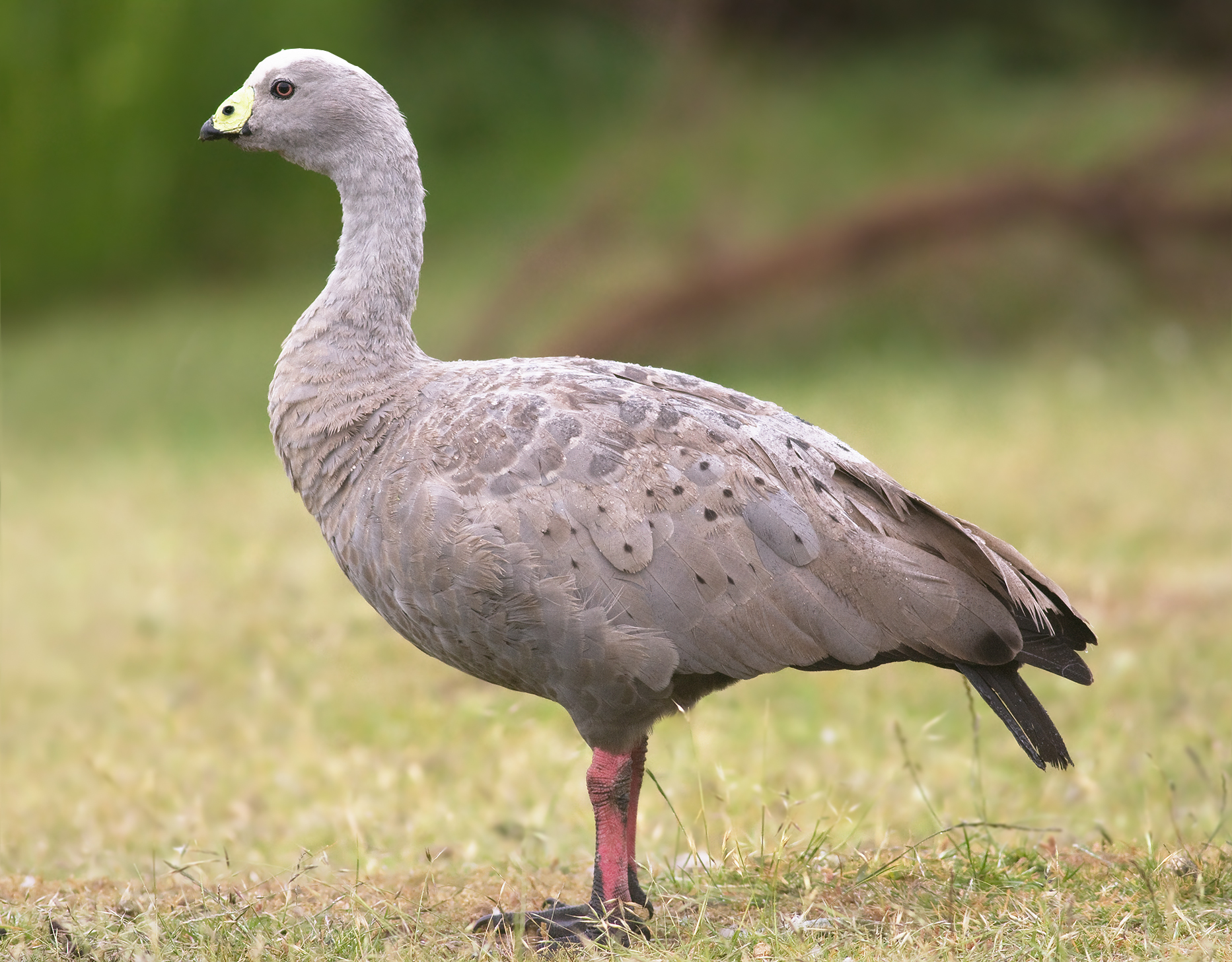

케이프배런기러기(Cereopsis novaehollandiae)는 오스트레일리아 남부에 고유종으로 서식하는 기러기 종이다. 이 새는 크고 회색빛을 띠는 독특한 새로, 대부분 육상 생활을 하며 아과인 Anserinae의 다른 현존하는 구성원들과는 밀접하게 관련되어 있지 않다.

## 분류 및 역사
서부 빅토리아의 원주민 자드와잘리족은 이 종을 toolka라고 부른다. 서부 오스트레일리아 남서부의 누가르족은 bibib이라는 이름을 사용한다.
케이프배런기러기는 1801년 영국의 조류학자 존 라탐에 의해 Cereopsis N. Hollandiae로 처음 공식적으로 기술되었다. 이 종은 앞서 1798년 조지 배스와 매슈 플린더스에 의해 배스 해협에서 보고되었으며, 그들은 이 새를 "브렌트 기러기 또는 캐나다기러기"라고 불렀다.
이 종의 분류학적 위치는 아직 완전히 해결되지 않았다. 현재는 일반적으로 아과 Anserinae의 일원으로 인식되지만, Tadorninae와도 관련이 있었다. Anserinae 내에 배치될 때, Anserini 족(Anser 및 Branta와 함께)의 일원으로 간주되거나, 자체 족인 Cereopsini에 배치될 수 있다.
현재 두 아종의 케이프배런기러기가 인식된다:
- Cereopsis novaehollandiae novaehollandiae (Latham, 1801) – 오스트레일리아 남동부 (빅토리아 남부, 사우스오스트레일리아 동부, 태즈메이니아, 배스 해협 제도)
- Cereopsis novaehollandiae grisea (Vieillot, 1818) – 오스트레일리아 남서부 (레체르슈 제도 및 인접한 웨스턴오스트레일리아 해안)

## 특징
성체 케이프배런기러기는 큰 새로, 일반적으로 길이 75–100 cm (30–39 in), 무게 3.7–5.2 kg (8.2–11.5 lb)이며, 수컷이 암컷보다 대체로 크다. 깃털은 대체로 옅은 갈색을 띠는 옅은 회색이다. 머리는 몸에 비해 다소 작고 대부분 회색이며, 이마와 정수리에 옅은 흰색 반점이 있다. 부리는 짧고 길이 56–63 mm (2.2–2.5 in)이며 삼각형 모양으로 검은색이며, 부리 길이의 절반 이상을 덮는 뚜렷한 옅은 노란색-녹색 랍막이 있다. 가슴과 등 깃털은 옅은 가장자리를 가지며, 윗날개 덮개깃과 견갑골 깃털은 각각 끝 근처에 갈색 회색 반점이 있다. 날개깃은 검은색 끝을 가진 회색이며, 검은색은 바깥쪽 첫째날개깃의 원위 절반을 덮어 비행 시 날개에 어두운 뒷부분 가장자리가 있는 것처럼 보인다. 꼬리 깃털은 검은색이며, 다리는 분홍색에 검은색 발이다.
갓 부화한 새끼 기러기는 넓고 어두운 줄무늬와 어두운 랍막을 가진 흰색이다. 나이가 든 어린 기러기는 성체보다 옅은 회색이며 날개와 견갑골 깃털에 더 무거운 반점이 있다. 랍막은 생후 약 70일경에 옅은 노란색-녹색으로 변하며, 어린 기러기는 약 6개월령에 성체 깃털로 털갈이한다.

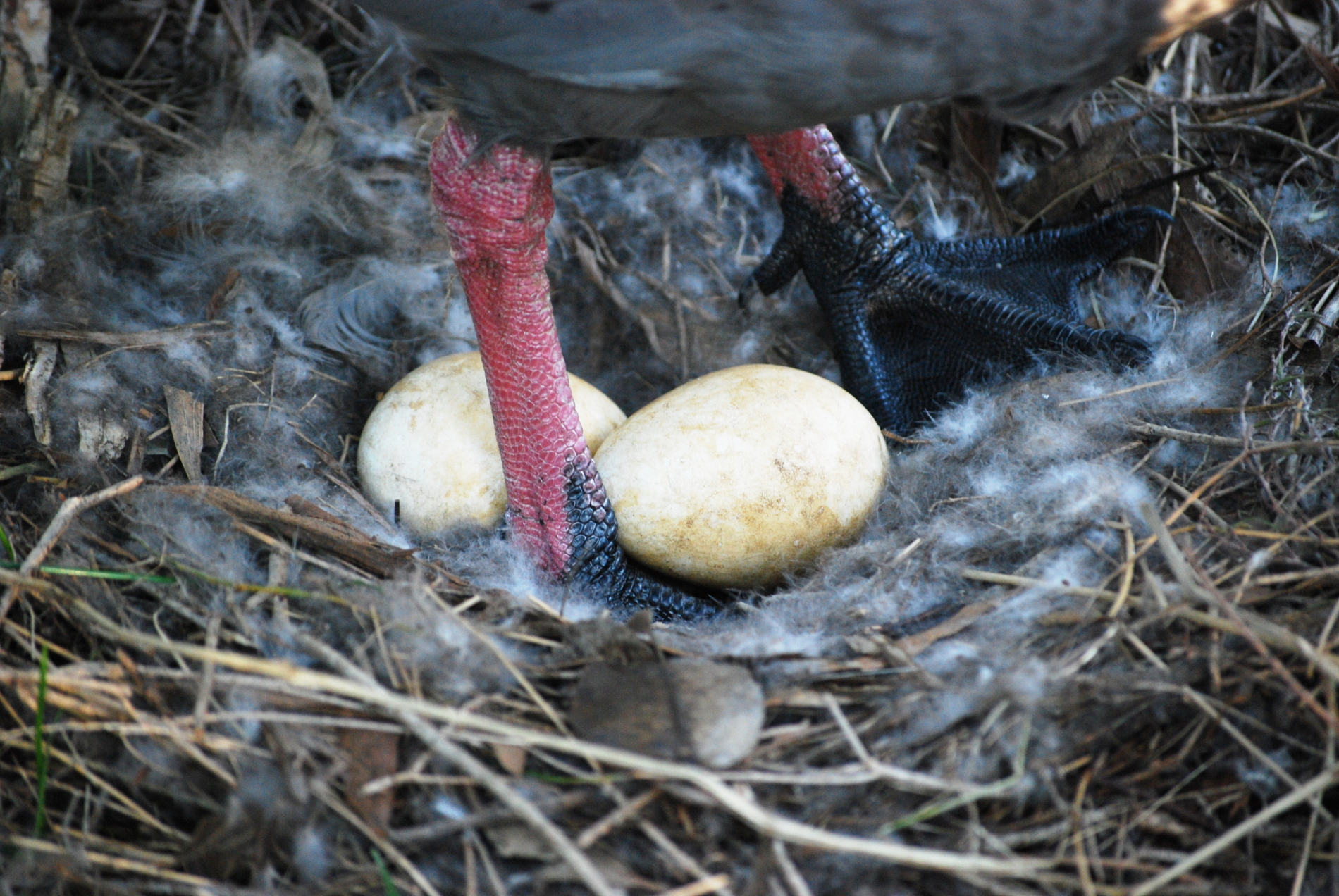
알이 있는 둥지, 클리랜드 야생동물 공원
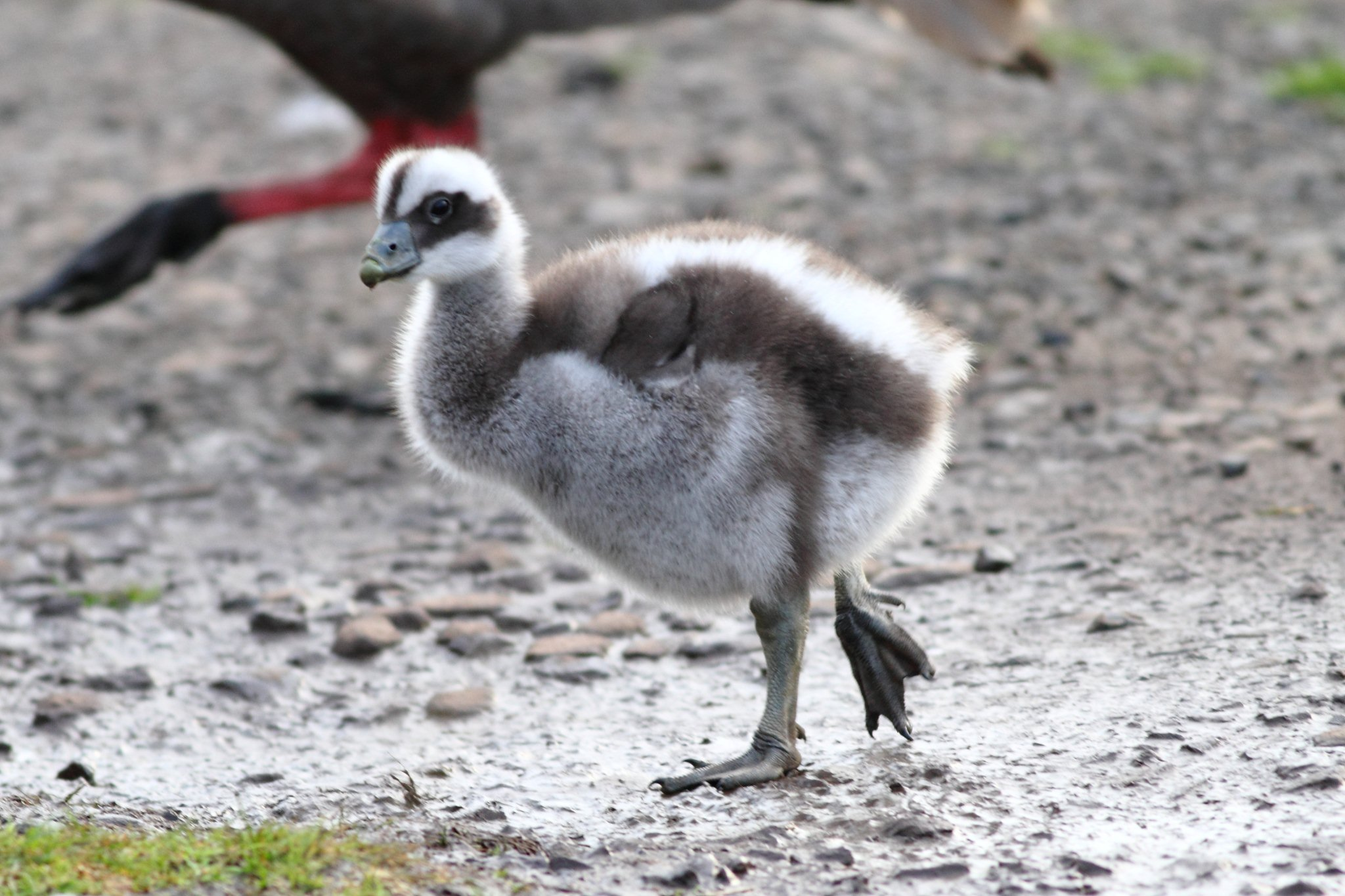
새끼 기러기, 필립섬
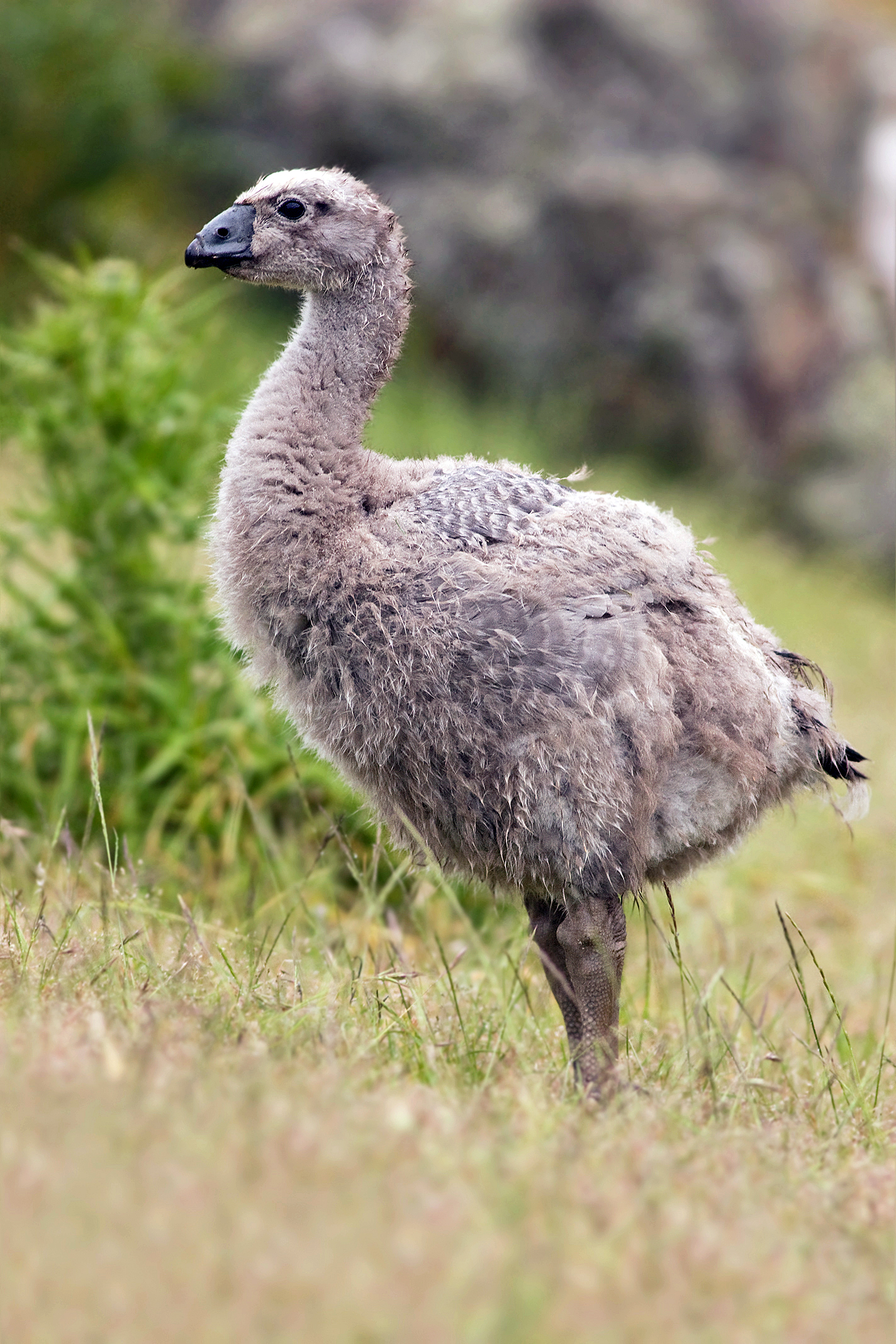
어린 기러기, 마리아섬
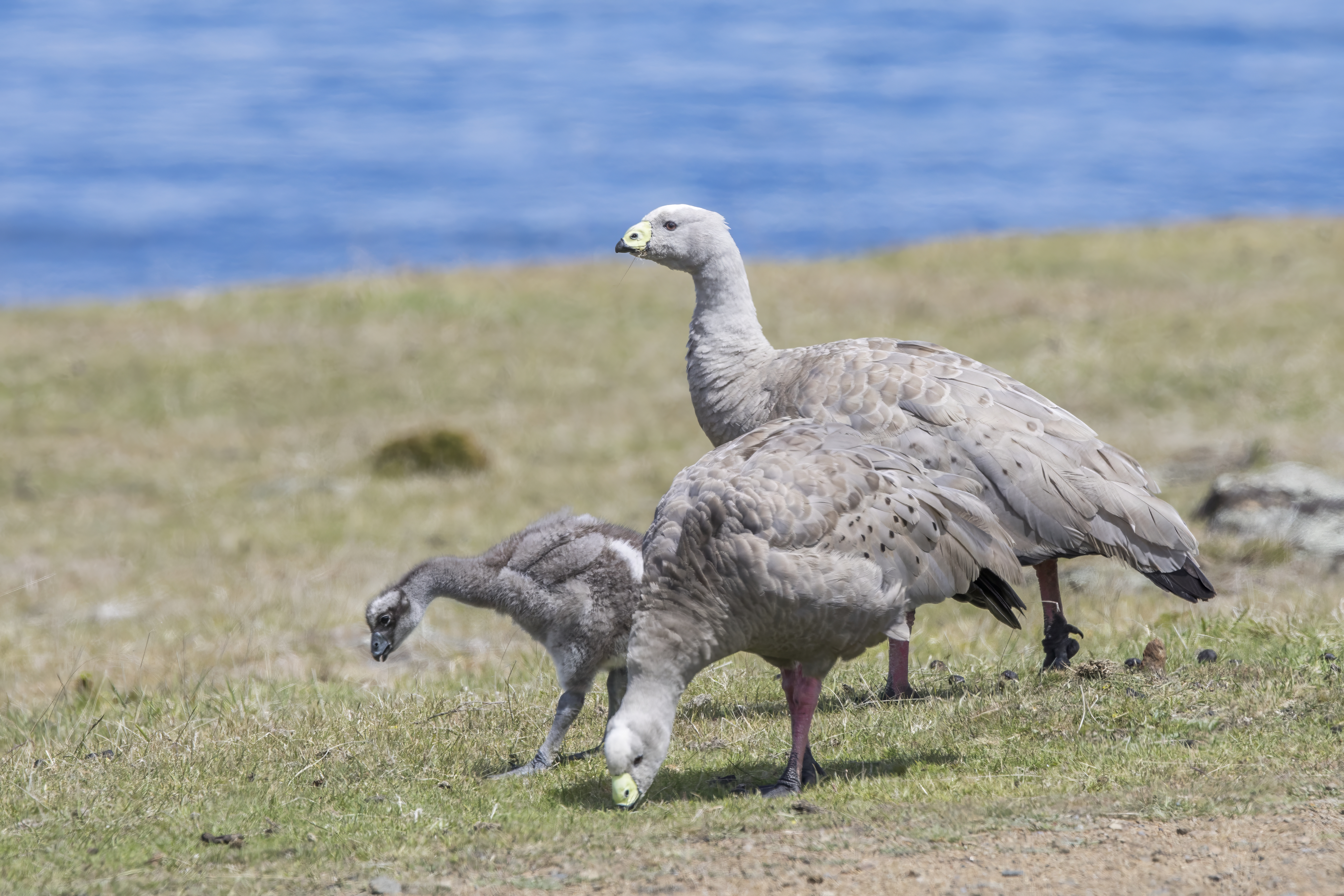
새끼와 함께 있는 한 쌍, 마리아섬
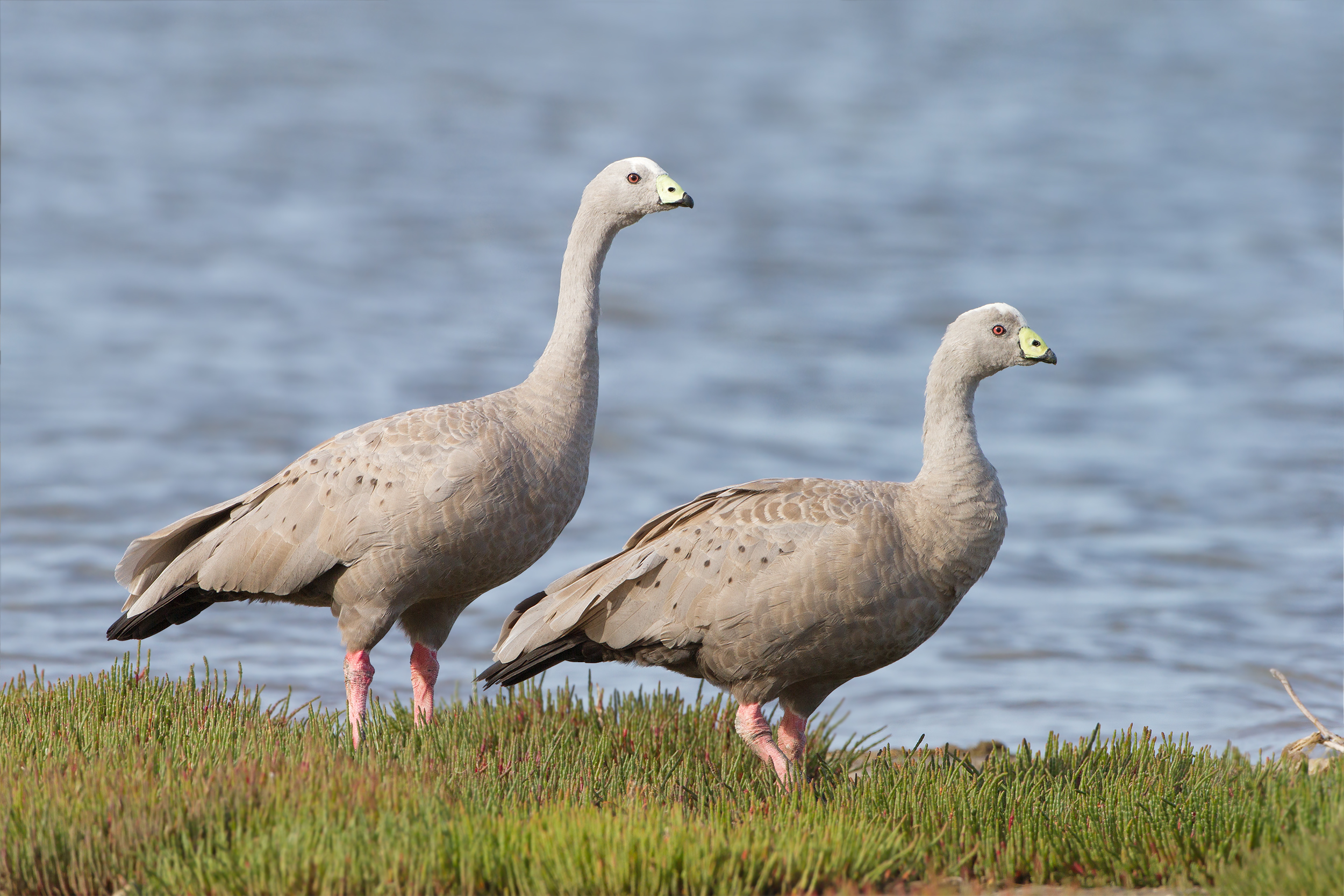
한 쌍, 오리엘턴 석호
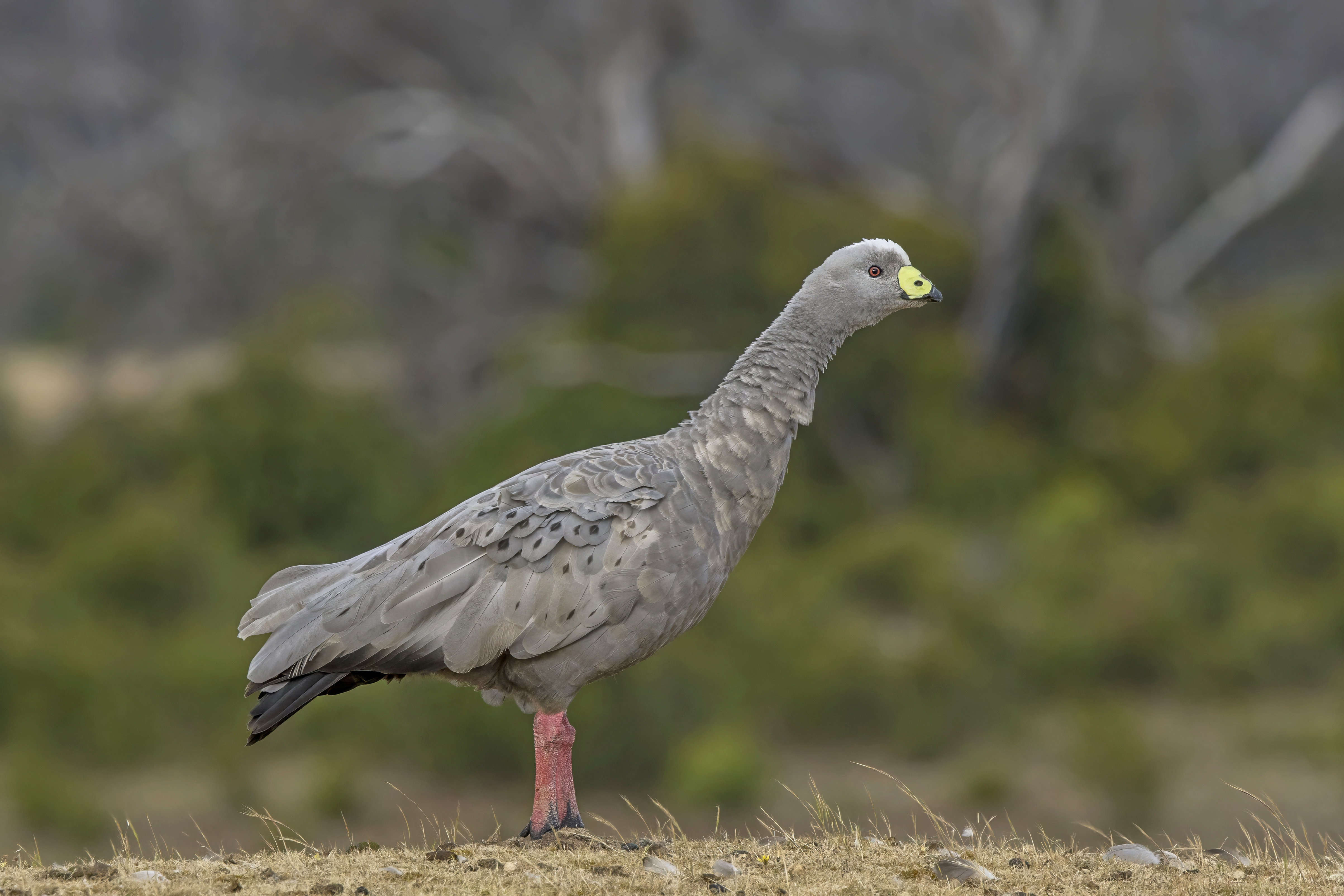
성체, 캥거루섬
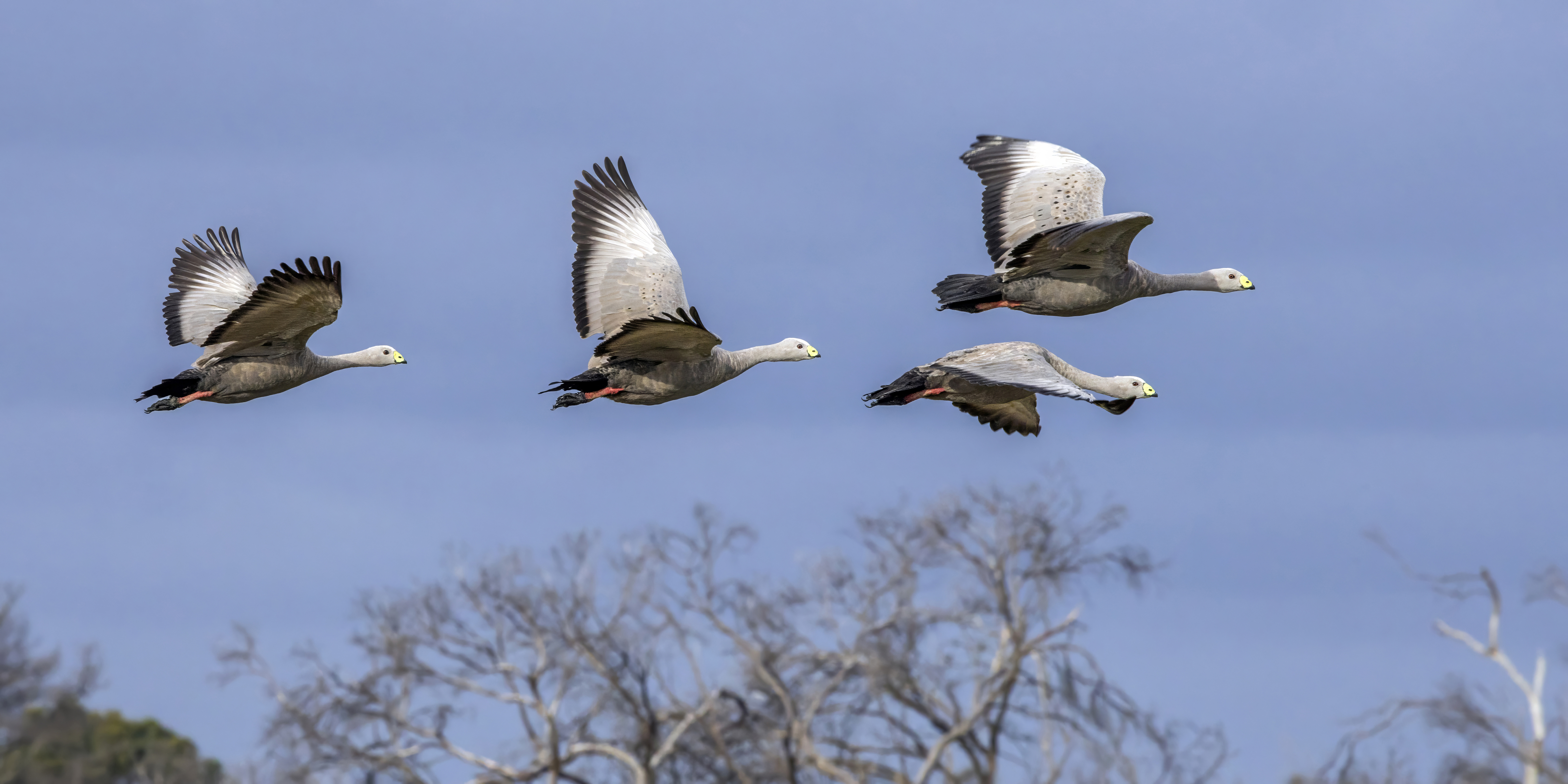
비행 중인 성체, 캥거루섬
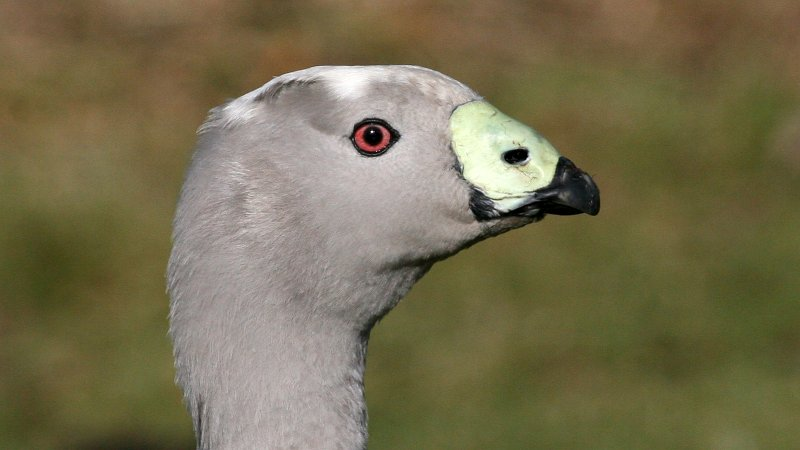
성체의 머리, 뚜렷한 부리 보임

## 행동
케이프배런기러기는 주로 육상 생활을 하며, 가끔만 수영한다. 주로 풀, 사초, 콩과 식물, 초본, 그리고 다육 식물을 먹는다. 식단에는 Poa poiformis, Disphyma australe, Myoporum insulare, 그리고 Trifolium 및 Juncus 종과 같은 식물이 포함될 수 있다.
수컷은 종종 이륙하거나 비행 중에 빠르고 높은 음의 울음소리를 낼 수 있다. 양쪽 성별 모두 경고 시 낮고 돼지 같은 꿀꿀거리는 소리와 쉭쉭거리는 소리를 낸다. 새끼 기러기는 휘파람 같은 조난 신호를 낸다.
케이프배런기러기는 일부일처제이며 보통 평생 짝을 이룬다. 짝짓기 후, 암수 한 쌍은 서로 마주보고 큰 소리로 울면서 머리를 위아래로 움직이는 "승리 의식"을 수행한다. 한 쌍은 가을에 영역을 설정하고 겨울에 번식한다.
한 쌍은 단독으로 또는 느슨한 군집을 이루어 둥지를 틀 수 있다. 둥지는 식물과 솜털로 안을 댄 얕은 움푹 들어간 곳으로, 일반적으로 잔디, 바위 또는 덤불 사이에 만들어진다. 둥지는 주로 수컷이 만들지만 암컷이 안을 댄다. 암컷은 일반적으로 1~3일 간격으로 4~5개의 크림색 흰색 알을 낳는다. 알은 34~37일 동안 암컷만이 품는다. 부모 모두 부화한 새끼를 돌본다.
케이프배런기러기는 소금물과 기수를 마실 수 있으며, 이는 그들이 일년 내내 해상 섬에 머무를 수 있도록 해준다.

## 분포 및 서식지
이전의 개체수 감소는 적어도 동부의 새들이 농경지에서 먹이를 찾는 것에 적응하면서 회복된 것으로 보인다. 번식지는 오스트레일리아 해안의 풀이 우거진 섬들로, 이 종은 그곳에서 땅에 둥지를 튼다. 번식하는 한 쌍은 강하게 영역을 지키려는 경향이 있다. 충분히 넓은 방목장이 제공된다면 사육 상태에서도 잘 견디며 쉽게 번식한다.
오스트레일리아에서는 19세기 탐험가들이 이 종의 존재 때문에 여러 섬을 "거위 섬"이라고 명명했다.
이 기러기들은 1869년부터 1874년 사이에 적어도 세 번 뉴질랜드에 도입되었으나 성공하지 못했다. 이 지역에서 유일하게 성공적인 도입 사례는 1914-15년 하웨아 호와 와나카 호에서 이루어졌으며, 이는 1946년까지 지속된 작은 번식 개체군을 형성했다. 몇 마리의 기러기가 뉴질랜드 크라이스트처치 근처에 도입되었으며, 그 개체군은 현재까지 지속되고 있다.
1968년, 소수의 기러기가 마리아섬에 도입되었다.